# 許されざる結婚
『許されざる結婚』（ゆるされざるけっこん、The Virgin Heiress  は、1939年に発表されたエラリイ・クイーンの長編推理小説。原題は『ドラゴンの歯』（The Dragon's Teeth）で、のちに改題された。 

## 内容
エラリーとボー・ランメルという青年は、共同で探偵事務所を開設した。依頼人となった億万長者のコール氏は、相続者は未婚の血縁女性に限るという内容の遺言書を残し、数日後、自らが所有するヨット上で不可解な死を遂げた。彼の財産を相続する姪、ケリーとマーゴが発見されたが、次々と怪事件がおこる。

## 主な登場人物
- ボー・ランメル - 元弁護士の青年。エラリーと探偵社をはじめる。
- エラリー・クイーン - 主人公の名探偵。
- チャドマス・コール - 億万長者。
- ケリー - コール氏の姪。
- マーゴ - 同じくコール氏の姪。
- ヴァイ（ヴァイオレット） - ケリーの女友達。
- モニカ・コール・ショーン - ケリーの母。

## 特徴
エラリー・クイーンの長編では、最もユーモア色が濃い作品。クイーン2人の分業体制が、日本で不明確な時期には、「悲劇四部作とは違う書き手ではないか」という説もあった。 

## 特記事項
- 原題の『ドラゴンの歯』（The Dragon's Teeth）には、トリックやプロットのネタばれが含まれている[注 1]。

## 日本語訳書
- 『処女の跡取り娘』 井上勇訳（角川文庫、初版1962年）
- 『許されざる結婚』 井上勇訳（角川文庫、改訂版1979年） ISBN 4-04-250702-6
- 『ドラゴンの歯』 青田勝訳（ハヤカワ・ミステリ文庫、1978年） ISBN 4-15-070127-X
- 『ドラゴンの歯』 宇野利泰訳（創元推理文庫、1965年） ISBN 4-041-01455-7